# 高善海
高善海（1945年4月—），山东郓城人，中华人民共和国政治人物、外交官。

## 生平
1969年，毕业于山东大学外语系。1971年，进入中华人民共和国外交部工作。2002年3月，出任中华人民共和国驻汤加大使。2005年11月，自驻汤加大使离任。